# 交響曲第42番 (ハイドン)
交響曲第42番 ニ長調 Hob. I:42 は、フランツ・ヨーゼフ・ハイドンが1771年に作曲した交響曲。

## 概要
残された自筆原稿から、1771年の作曲であることが判明している。いわゆるハイドンの「シュトルム・ウント・ドラング（疾風怒濤）期」にあたるが、本作は明るい曲調を持つ軽めの音楽になっている。
ハイドンは難しくなりすぎないように気を使っていたらしく、第2楽章の自筆譜の中に「これは学者の耳用すぎた」（Dieses war vor gar zu gelehrte Ohren）と記して書き直した箇所が存在する。
また、ハイドンの交響曲の中で、最終楽章にロンドを使用した初期の例になっている。近い時期の交響曲で、終楽章に変奏曲風のロンドを使用したものには第51番（1771年から1773年頃）や第55番『校長先生』（1774年）がある。特に後者は、弦楽器のみで始まって管楽合奏が続く点でも共通する。

## 編成
- オーボエ2、ホルン2、第1ヴァイオリン、第2ヴァイオリン、ヴィオラ、低音（チェロ、コントラバス、ファゴット）。

この時期のほかの交響曲と同様、ファゴットは独立した楽譜を持たず、低音楽器の楽譜を演奏する。ただし、最終楽章の管楽器だけになる箇所で「2台のファゴットまたはチェロ」と指定されている。

## 曲の構成
全4楽章、演奏時間は約22分（ただし、クリストファー・ホグウッドによる交響曲全集の演奏は30分以上ある）。
- 第1楽章 モデラート ・エ・マエストーソ
ニ長調、2分の2拍子、ソナタ形式。

ヴィオラとチェロによる8分音符の刻みに乗って、ヴァイオリンがアッチャカトゥーラを多用した第1主題を開始する。第2主題は転調を繰り返しながら短調へと向かう。再現部の最後に  でホルンのファンファーレが加わる。

- 第2楽章 アンダンティーノ・エ・カンタービレ
イ長調、8分の3拍子、ソナタ形式。
弱音器をつけたヴァイオリンが主題を演奏する。展開部は短調ではじまる。管楽器の使用は控えめだが、再現部ではホルンが重ねられる。

- 第3楽章 メヌエット：アレグレット - トリオ
ニ長調、4分の3拍子。
メヌエット主部は1拍めに3連符が置かれる。トリオは弦楽器のみにより、第1ヴァイオリンが上昇分散和音から長いトリルを演奏する。

- 第4楽章 フィナーレ：スケルツァンド・エ・プレスト
ニ長調、4分の2拍子、変奏曲風のロンド形式。
主題は弦楽器のみで開始する。最初の挿入エピソードは管楽器のみによる。再び弦楽器で16分音符を使って主題が演奏された後、ニ短調のエピソードが挿入される。最後に主題が戻ってきた後に長めのコーダがある。